# Urtjuva
Att göra sig urtjuva är ett äldre rättsligt begrepp som betyder att bevisa att man inte är tjuv.
Lagrummet om att göra sig urtjuva fanns i 49 kapitlet 2 § av Missgärningsbalken i 1734 års lag som stadgade att om en innehavare av stulet gods säger att han åtkommit godset genom laga fång, men inte kan visa sådant fång, han ska utge godset och göra "sig urtjuva med själv sins ed, om domaren det skäligt prövar". "Gitter han ej eden gånga; stånde tjuvsrätt".
Samma lagrum togs med i 16 § 5 momentet i förordningen 16 februari 1864 om Strafflagens införande, det vill säga strafflagens promulgationslag.